# Adyliget
Adyliget (németül: Hotterbergl) Budapest városrésze a II. kerületben. Területe 1950-ig, Budapesthez való csatolásáig Nagykovácsihoz tartozott.

## Fekvése
A Hosszú-Erdő-hegy délkeleti lankás lejtőjén és a Fekete-fejen helyezkedik el, a Hűvösvölgytől északnyugatra. Határa a Rézsű utca 82. szám alatti telek északnyugati oldalától a Rézsű utca, Nagykovácsi út, Feketefej utca Budapest közigazgatási határa a Rézsű utca 82-es számú telkéig.

### Az Ady-ligeti-medence
Az Ady-ligeti-medence az Ördög-árok Remete-szurdokától délre lévő, lösszel feltöltött, kb. 1 km széles és 2 km hosszú, lapos mélyedés, ami a Fekete-fej, a Hosszú-Erdő-hegy és a Vöröspocsolyás-hát keleti nyúlványa között helyezkedik el. Mielőtt kialakult volna a Remete-szurdok, az Ördög-árok ezen keresztül folyt le a Hűvösvölgy felé. Ma az ellenkező irányba, északnyugat felé lejt.

## Története

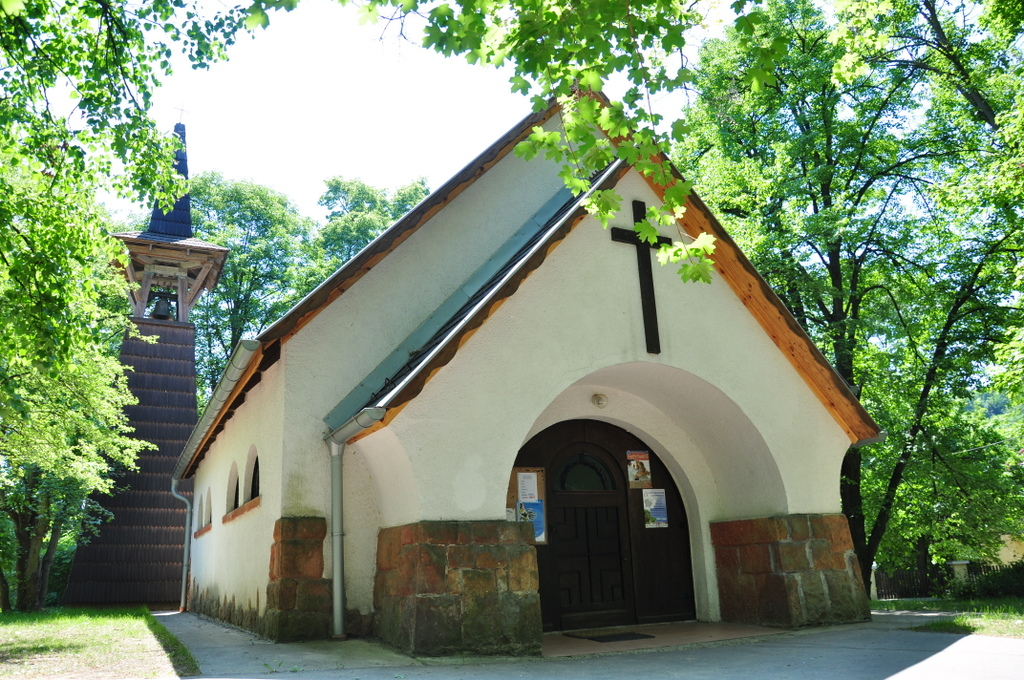
A Szent István-kápolna a fa harangtoronnyal

Területe 1661-től a felsővattai Wattay család birtoka volt (Pál Pest-Pilis-Solt vármegye helyettes alispánja, majd fia János a vármegye kuruc alispánja), tőlük örökölte a benősült Teleki, majd Tisza család. Az 1920-as években kialakított, eredetileg Tisza Istvánról elnevezett családi házas telepet később Tisza István-kertvárosnak nevezték, majd 1939-től Tisza István-liget volt a neve, végül 1949-ben kapta mai nevét. Területét egykor tölgyerdő borította, ezekből a fákból sok megmaradt a kertekben, illetve az utcák mentén. 
A legenda szerint a területet azért nevezték el Ady Endréről, mert a költő szeretett a közeli, hűvösvölgyi Balázs-vendéglőben étkezni. Bronz portrészobra Kiss István alkotása, 1982-ben állították fel  a városrész központjában.
Adyliget másik, mészkőből készült köztéri szobra Borbás Tibor Tisza című műve, kis szójátékkal utalva a kertváros előző nevére. 
Évtizedekig e két szobor helyén állt egy-egy női és férfi akt ülőszobor. Ezek a Klebelsberg Kuno-emlékmű mellékalakjai voltak, és a szoboregyüttes újbóli felállításakor visszaszállították eredeti helyükre.

## Oktatási intézményei
- Adyligeti Rendészeti Szakgimnázium